# El Ouad-moskee
De El Ouad-moskee is een moskee in de stad Fez die werd gebouwd op de overblijfselen van een oude Marinidische madrassa, genaamd Al Oued (de rivier) vanwege de arm van de Oued Masmouda die het gebouw doorkruiste. De stichting van de moskee vond plaats in de 18e eeuw op initiatief van de Alaouitische sultan Moulay Slimane.
Deze moskee wordt gekenmerkt door een zeer groot terras, rechthoekig van opzet en versierd met fruitbomen die het, samen met de rivier, een bijzondere charme geven. Opgemerkt moet worden dat deze rivier al jaren bedekt is. De bezoeker kan ook een kijkje nemen in de overblijfselen van de madrasa gelegen achter de noordelijke galerij van de sahn.